# Diphyllobothrium
Genre
Diphyllobothrium est un genre de vers plats parasites, de la classe des cestodes (famille des Diphyllobothriidae). Certaines espèces de ce genre peuvent causer la diphyllobothriose (ou dibothriocéphalose) chez l'homme, affection intestinale résultant de la consommation de poisson cru ou insuffisamment cuit. Les espèces principalement responsables de ces maladies se trouvent cependant désormais placées dans le genre Dibothriocephalus, notamment Dibothriocephalus latus longtemps appelé Diphyllobothrium latum.

## Systématique
Le nom valide complet avec auteur de ce taxon est Diphyllobothrium Cobbold, 1858. Son espèce type est Diphyllobothrium stemmacephalum Cobbold, 1858.
Diphyllobothrium a pour synonymes :
- Cordicephalus Wardle, McLeod & Stewart, 1947 ;
- Diplogonoporus Lönnberg, 1892 ;
- Lueheella Baer, 1924.

### Liste des espèces
Selon la base de données World Register of Marine Species (20 février 2024), le genre Diphyllobothrium contient les espèces valides suivantes :
- Diphyllobothrium arctocephalinum Johnston, 1937
- Diphyllobothrium balaenopterae (Lönnberg, 1892) Waeschenbach, Brabec, Scholz, Littlewood & Kuchta, 2017
- Diphyllobothrium cameroni Rausch, 1969
- Diphyllobothrium canadense Cooper, 1921
- Diphyllobothrium cordatum (Leuckart, 1863) Gedoelst, 1911
- Diphyllobothrium elegans (Krabbe, 1865) Meggitt, 1924
- Diphyllobothrium fayi Rausch, 2005
- Diphyllobothrium fuhrmanni Hsu, 1935
- Diphyllobothrium gondo Yamaguti, 1942
- Diphyllobothrium hians (Diesing, 1850)
- Diphyllobothrium hottai Yazaki, Fukumoto & Abe, 1988
- Diphyllobothrium lanceolatum (Krabbe, 1865) Cooper, 1921
- Diphyllobothrium lashleyi (Leiper & Atkinson, 1914) Meggitt, 1924
- Diphyllobothrium lobodoni Yurakhno & Maltsev, 1994
- Diphyllobothrium macroovatum Yurakhno, 1973
- Diphyllobothrium minutus Andersen, 1987
- Diphyllobothrium mobile (Rennie & Reid, 1912) Meggitt, 1924
- Diphyllobothrium orcini Hatsushika & Shirouzu, 1990
- Diphyllobothrium phocarum Delyamure, Kurochkin & Skryabin, 1964
- Diphyllobothrium polyrugosum Delyamure & Skrjabin, 1966
- Diphyllobothrium pseudowilsoni Wojciechowska & Zdzitowiecki, 1995
- Diphyllobothrium quadratum (Linstow, 1892) Railliet & Henry, 1912
- Diphyllobothrium rauschi Andersen, 1987
- Diphyllobothrium roemeri (Zschokke, 1903) Meggitt, 1924
- Diphyllobothrium schistochilus (Germanos, 1895) Cooper, 1921
- Diphyllobothrium scoticum (Rennie & Reid, 1912) Meggitt, 1924
- Diphyllobothrium sprakeri Hernández-Orts, Kuzmina, Gomez-Puerta & Kuchta, 2021
- Diphyllobothrium stemmacephalum Cobbold, 1858 - espèce type
- Diphyllobothrium tetrapterum (von Siebold, 1848)

### Synonymes d'espèces, reclassifications
D'après World Register of Marine Species (20 février 2024), les espèces suivantes sont des synonymes ou des reclassifications au sein de la famille des Diphyllobothriidae :
- l'espèce Diphyllobothrium alascense Rausch & Williamson, 1958 est Dibothriocephalus alaskensis (Rausch & Williamson, 1958) Waeschenbach, Brabec, Scholz, Littlewood & Kuchta, 2017 ;
- l'espèce Diphyllobothrium antarcticum (Baird, 1853) est Glandicephalus antarcticus (Baird, 1853) Fuhrmann, 1921 ;
- l'espèce Diphyllobothrium archeri (Leiper & Atkinson, 1914) Meggitt, 1924 est Diphyllobothrium lashleyi (Leiper & Atkinson, 1914) Meggitt, 1924 ;
- l'espèce Diphyllobothrium arctocephali Drummond, 1937 est Adenocephalus pacificus Nybelin, 1931 ;
- l'espèce Diphyllobothrium bresslaui Baer, 1927 est Spirometra bresslaui (Baer, 1927) ;
- l'espèce Diphyllobothrium clavatum Railliet & Henry, 1912 est Glandicephalus perfoliatus (Railliet & Henry, 1912) Markowski, 1952 ;
- l'espèce Diphyllobothrium dalliae Rausch, 1956 est Dibothriocephalus dalliae (Rausch, 1956) Waeschenbach, Brabec, Scholz, Littlewood & Kuchta, 2017 ;
- l'espèce Diphyllobothrium dendriticum (Nitzsch, 1824) est Dibothriocephalus dendriticus (Nitzsch, 1824) Lühe, 1899 ;
- l'espèce Diphyllobothrium ditremum (Creplin, 1825) est Dibothriocephalus ditremus (Creplin, 1825) Lühe, 1899 ;
- l'espèce Diphyllobothrium fausti Vialli, 1931 est Spirometra erinaceieuropaei (Rudolphi, 1819) Faust, Campbell & Kellogg, 1929 ;
- l'espèce Diphyllobothrium gracile Baer, 1927 est Spirometra gracilis (Baer, 1927) ;
- l'espèce Diphyllobothrium houghtoni Faust, Campbell & Kellogg, 1929 est Spirometra houghtoni (Faust, Campbell & Kellogg, 1929) ;
- l'espèce Diphyllobothrium klebanovskii Kuratov & Posokhov, 1988 est Dibothriocephalus nihonkaiensis (Yamane, Kamo, Bylund & Wikgren, 1986) Waeschenbach, Brabec, Scholz, Littlewood & Kuchta, 2017 ;
- l'espèce Diphyllobothrium krotovi Delyamure, 1955 est Adenocephalus pacificus Nybelin, 1931 ;
- l'espèce Diphyllobothrium latum (Linnaeus, 1758) Lühe, 1910 est Dibothriocephalus latus (Linnaeus, 1758) Lühe, 1899 ;
- l'espèce Diphyllobothrium mansonoides Mueller, 1935 est Spirometra mansonoides (Mueller, 1935) Mueller, 1936 ;
- l'espèce Diphyllobothrium nihonkaiense Yamane, Kamo, Bylund & Wikgren, 1986 est Dibothriocephalus nihonkaiensis (Yamane, Kamo, Bylund & Wikgren, 1986) Waeschenbach, Brabec, Scholz, Littlewood & Kuchta, 2017 ;
- l'espèce Diphyllobothrium okumurai Faust, Campbell & Kellogg, 1929 est Spirometra okumurai (Faust, Campbell & Kellogg, 1929) ;
- l'espèce Diphyllobothrium pacificum (Nybelin, 1931) est Adenocephalus pacificus Nybelin, 1931 ;
- l'espèce Diphyllobothrium perfoliatum (Railliet & Henry, 1912) est Glandicephalus perfoliatus (Railliet & Henry, 1912) Markowski, 1952 ;
- l'espèce Diphyllobothrium ponticum Delyamure, 1971 est Diphyllobothrium stemmacephalum Cobbold, 1858 ;
- l'espèce Diphyllobothrium pterocephalum Delyamure & Skryabin, 1967 est Diphyllobothrium elegans (Krabbe, 1865) Meggitt, 1924 ;
- l'espèce Diphyllobothrium pygoscelis (Rennie & Reid, 1912) est Diphyllobothrium scoticum (Rennie & Reid, 1912) Meggitt, 1924 ;
- l'espèce Diphyllobothrium resimum Railliet & Henry, 1912 est Diphyllobothrium quadratum (Linstow, 1892) Railliet & Henry, 1912 ;
- l'espèce Diphyllobothrium rufum Leiper & Atkinson, 1914 est Glandicephalus perfoliatus (Railliet & Henry, 1912) Markowski, 1952 ;
- l'espèce Diphyllobothrium septentrionalis Nybelin, 1931 est Adenocephalus pacificus Nybelin, 1931 ;
- l'espèce Diphyllobothrium skriabini Yurakhno & Maltsev, 1993 est Diphyllobothrium lanceolatum (Krabbe, 1865) Cooper, 1921 ;
- l'espèce Diphyllobothrium tectum (Linstow, 1892) est Baylisiella tecta (Linstow, 1892) ;
- l'espèce Diphyllobothrium theileri Baer, 1924 est Spirometra theileri (Baer, 1924) Opuni & Muller, 1974 ;
- l'espèce Diphyllobothrium ursi Rausch, 1954 est Dibothriocephalus ursi (Rausch, 1954) Waeschenbach, Brabec, Scholz, Littlewood & Kuchta, 2017 ;
- l'espèce Diphyllobothrium vogeli Kuhlow, 1953 est Dibothriocephalus ditremus (Creplin, 1825) Lühe, 1899 ;
- l'espèce Diphyllobothrium wilsoni (Shipley, 1907) Railliet & Henry, 1912 est Diphyllobothrium mobile (Rennie & Reid, 1912) Meggitt, 1924 ;
- l'espèce Diphyllobothrium yonagoense Yamane, Kamo, Yazaki, Fukumoto & Maejima, 1981 est Diphyllobothrium stemmacephalum Cobbold, 1858.

Les taxons suivants sont à confirmer (taxa inquirenda) :
- Diphyllobothrium arctomarinum Serdyukov, 1969 ;
- Diphyllobothrium salvelini Yeh, 1955 ;
- Diphyllobothrium serpentis Yamaguti, 1935 ;
- Diphyllobothrium trinitatis Cameron, 1936 ;
- Diphyllobothrium urichi Cameron, 1936.

### Publication originale
(en) T. Spencer Cobbold, « Observations on Entozoa, with notices of several new species, including an account of two experiments in regard to the breeding of Taenia serrata and T. cucumerinas », Transactions of the Linnean Society of London, Londres, vol. 22,‎ 1858, p. 155-172 (ISSN 1945-9432, e-ISSN 1945-9335, lire en ligne, consulté le 17 juin 2024).